# Sergei Sakhnovski

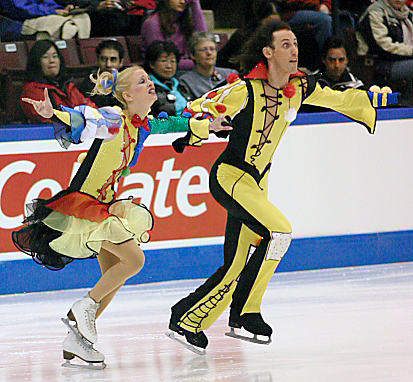
Sakhnovski en Chait in 2003

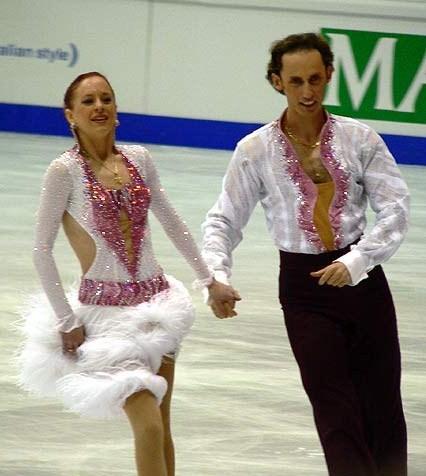
Sakhnovski en Chait in 2006

Sergei Sakhnovski (Moskou, 15 mei 1975) is een in Rusland geboren Israëlische kunstschaatser.
Sakhnovski is actief in het ijsdansen en zijn vaste sportpartner is Galit Chait en zij worden gecoacht door Alexander Zhulin en tweevoudig olympisch kampioen Jevgeni Platov. Voorheen reed hij onder andere met Ekaterina Svirina en Marina Anissina.
In 2002 werden Chait en Sakhnovski de eerste Israëlische kunstschaatsers ooit die op een WK kunstrijden een medaille wisten te winnen. Ze behaalden toentertijd de bronzen medaille.
| records                | punten | datum      | toernooi                      |
| ---------------------- | ------ | ---------- | ----------------------------- |
| Hoogste totaalscore    | 204.42 | 13-11-2004 | Cup of China 2004             |
| Hoogste verplichte kür | 40.98  | 21-10-2004 | Smart Ones Skate America 2004 |
| Hoogste originele kür  | 63.07  | 12-11-2004 | Cup of China 2004             |
| Hoogste vrije kür      | 106.46 | 18-12-2004 | ISU Grand Prix Final 2005     |

## Belangrijke resultaten
| Kampioenschap          | 1996 | 1997 | 1998 | 1999 | 2000 | 2001 | 2002  | 2003 | 2004 | 2005 | 2006 |
| ---------------------- | ---- | ---- | ---- | ---- | ---- | ---- | ----- | ---- | ---- | ---- | ---- |
| Olympische Spelen      |      |      | 14e  |      |      |      | 6e    |      |      |      | 8e   |
| Wereldkampioenschap    | 23e  | 18e  | 14e  | 13e  | 5e   | 6e   | Brons | 6e   | 7e   | 6e   |      |
| Europees Kampioenschap |      | 14e  | 12e  | 10e  | 6e   | 5e   | 5e    | 6e   | 5e   | 4e   | 5e   |